# José María Elósegui Itxaso
José María Elósegui Itxaso (Sant Sebastià, 1958 — ibídem, 29 d'octubre de 2015) va ser un documentalista, director de producció, guionista i conferenciant basc. Al llarg de la seva vida va recórrer més de cent quaranta països i va ser a més un gran esportista: va ser campió d'Espanya de tir i membre de la selecció espanyola de biatló (1987 i 1988). En 2014 va ser guardonat amb el Premi Imatge de la Societat Geogràfica Espanyola.
Llicenciat en dret per la Universitat del País Basc i màster en màrqueting, havia iniciat els seus estudis en la Universitat de Navarra, encara que des de jove, la seva vocació per la literatura de viatges i l'esport en les més variades modalitats, li van portar a convertir-se en un professional al món dels documentals: des de la direcció, passant pel guió fins a la fotografia. A partir de la dècada de 1990 es va bolcar en els documentals que es van emetre en les principals cadenes de televisió d'Espanya i d'altres països de parla hispana i Europa. El primer dels seus treballs professionals va ser com a director de producció en la sèrie La ruta de los exploradores, que va recórrer Àfrica durant una mica més d'un any entre 1994 i 1995 per produir tretze capítols destinats a Televisió Espanyola. Va seguir com a guia en la sèrie Of tales and travels, produïda per diferents companyies i composta de tretze capítols per a televisions internacionals (1996-1997), La ruta de Samarkanda, (emesa en 2000) realitzada per a Televisió Espanyola i en la qual va treballar com a guionista, director de producció i documentació, on es recorria el periple de l'ambaixador d'Enric III de Castella, Ruy González de Clavijo, davant el Tamerlà per més d'una vintena de països. Això van seguir tres documentals, dos sobre Àfrica, Sahel, la frontera herida i La Ruta del Encuentro sobre el desert del Sahara (2000-2003) i el tercer sobre senderisme, Los ojos del Himalaya (2005). En 2007 va realitzar La Sonrisa de los Inuit i en 2008 El Peine del Viento. Ingeniería de su colocación, un documental realitzat juntament amb la seva germana, la jurista María Elósegui Itxaso, sobre l'obra d'Eduardo Chillida, la Pinta del Vent, vist amb els ulls del seu pare, José María Elósegui, l'enginyer que es va encarregar de la col·locació de l'obra a Sant Sebastià.